# Мечебилово (Харьковская область)
Мечебилово (укр. Мечебилове) — село,
Мечебиловский сельский совет,
Изюмский район,
Харьковская область, Украина.
Код КОАТУУ — 6320484001. Население по переписи 2001 г. составляет 652 (290/362 м/ж) человека.
Является административным центром Мечебиловского сельского совета, в который, кроме того, входят сёла
Старая Семеновка,
Украинка и
Фёдоровка.

## Географическое положение
Село Мечебилово находится в месте слияния рек Самарка и Бритай, в 0,5 км от канала Днепр-Донбасс, на противоположном берегу канала находится село Фёдоровка, есть мост.
На реке Самарка сделана запруда (~7 га).
Рядом проходит автомобильная дорога Т-2109.

## История
- Около села Мечебилово раскопано 4 кургана и обнаружено более 20 захоронений, из них 19 принадлежет к эпохе бронзы (ІII-II тис. до н. э.) и одно досарматских времен (II ст. н. э.).
- Мечебилова слобода:

Мечебилова первоначально стала населяться княгиней Мечебиловой, и от неё получила своё название. Указом Азовской губернской канцелярии в 1782 году предписано: состоящую в Торском уезде, под слободой Мечебиловой княгини генерал-майорши Мечебиловой, землю 1000 десятин, с 1783 года положить в оклад, и взыскивать в год «за десятину по пяти денег».
- 1817 — помещик Федор Петрович Куколь-Яснопольский построил каменный храм, во имя Праведного Иосифа Обручника.

## Экономика
- «Лан», агрофирма, ООО [3].
- В селе есть несколько молочно-товарных ферм.
- Глиняный карьер.

## Культура
- Школа.
- Клуб.
- Детский сад.
- Сельская медицинская амбулатория [4].

## Достопримечательности
- Братская могила.
- Орнитологический заказник местного значения «Куплеватское» (укр. Куплеватське). Мелководное озеро с заболоченными берегами на дне степной балки на правом берегу реки Бритай. Мисто гнездования и миграционных скоплений птиц водно-болотного и лугового комплексов (гусей, уток, лебедей, цапель, чаек, крачек, куликов). На территории заказника гнездятся редкие виды, занесенные в Европейский Красный список (деркач), в Красный список Харьковщины (серощекая поганка, малая поганка, выпь, малая выпь, лебедь-шипун, луговой лунь, обыкновенная пустельга, сова болотная, усатая синица). Здесь разместилась колония крачек (к. чёрная, к. белокрылая, к. белощёкая) и локальное поселение индийской камышевки.[5]

## Религия
- Храм Св. Иосифа Обручника, настоятель: иер. Александр Владимирович Малява